# العصر الذهبي لعلم الكون
يرى الكثيرون أننا الآن نعيش العصر الذهبي لعلم الكون، حيث لم يكن ممكنا أبدا من قبل أن نقوم بمثل عمليات الرصد الحاسمة هذه في علم الكون، ولم تتحق الاكتشافات الكونية بمثل هذه السرعة من قبل، ولم ننفق مثل هذه الأموال من قبل على الموضوع (يستهلك علم الكونيات حاليا حوالي مليار دولار سنويا). في ذاكرتنا الحية، كانت فكرتنا عن الكون مختلفة كثيرا عن ما حققناه الآن. ويُقال أنه بعد عدة سنوات من الآن، سنتوصل إلى معرفة نسبة أكبر من المعالم الرقمية الهامة في كوننا.

## خلفية تاريخية
مع نظرة متفحصة لتاريخ الموضوع سنجد أن زمننا ليس خاصا جدا، بل يبدو كسمة واضحة لعلم الكون على مدار القرون الخمسة الماضية على الأقل في اعتقاد الناس دائما أنهم على حافة الإجابة النهائية. في سنة 1500 عرف علم الكونيات بالتأكيد الحجم والشكل الدقيقين للأرض كحل لمشكلة كانت دائمة في فهم العالم، وكان لا بد من حلها في ذلك الوقت. بحلول 1600 وبفضل رحلات الاستكشاف العظيمة، تم قياس الأرض بصورة جيدة، إلا أن بعض الفلاسفة مثل كبلر تجادلوا بخصوص الهندسية الصحيحة للمجموعة الشمسية وما إذا كانت النجوم متناثرة في كون غير منتهِ أم أنها تملأ منطقة محددو حول الشمس. بحلول 1700، أدت أعمال كل من تايكو وكبلر وغاليليو وغيرهم إلى حسم أمر شكل المجموعة الشمسية تماما، واعتقد معظم الفلاسفة بأن الكون غير منتهٍ. ولكن في هذا الوقت بالتحديد أُثيرت قضايا عدة في علم الكونيات في المراسلات بين أتباع لايبنتز ونيوتن. بالإضافة إلى ذلك أدرك علماء الفلك أن درب التبانة لا تقدم أي تفسير لعلم كون الزمن. بحلول 1800، تغير الكون من جديد حيث أصبح لدى علماء الفلك بقيادة ويليام هيرشل رؤية واضحة بأن درب التبانة قرص من النجوم من بينهم الشمس، وكانوا يعملون بنشاط على قضايا كونية كبيرة في تحديد هيكلها.
ولكن هنا ظهرت قضية أخرى وهي بيعة السدم: هل كانت هذه «الجزر الكونية» دروب تبانة أخرى متناثرة في الفضاء غير المنتهي –كما اقترح كل من إيمانويل كانت وجوهان لامبرت-، أم مجرد سحب غازية ربما تشكل الآن مجموعات شمسية كما في فرضية سدم لابلاس وبداخلها عدد كبير ولكنه محدود من النجوم؟ بحلول 1900، أصبح واضحا لمعظم علماء الفلك أن السدم لم تكن جزرا كونية، واتجه التركيز نحو تحديد حجم درب التبانة والتي كانت تُرى ككامل الكون. مع بداية الحرب العالمية الثانية، كان قد تم تحديد حجم درب التبانة، ولكن تم تغيير كل شيء بعد أعمال سيلفر وهابل وأينشتاين وغيرهم، حيث أظهروا أن السدم الحلزونية كانت بالفعل خارج درب التبانة كما أنها تبتعد عنها. كانت القضايا الرئيسية تتمثل في تحديد معامل انخفاض التسارع الخاص بالكون، وشرح التباين الواضح بين وحدات قياس الوقت الفلكية والجيولوجية.
بعد توقف قصير بسبب الحرب، بدأ علم الكونيت التحرك بسرعة أكبر كثيرا من ما سبق. إلا أنه ومنذ 1500، سيكون من سوء حظ المرء أن يعيش في فترة لم تتغير فيها فكرتنا عن الكون كثيرا. عادة ما تكون الآمال بخصوص ظهور إجابات لقضايا الكون الكبيرة مبررة، ولكن بمجرد وصول الإجابة، يتحرك علم الكونيات للأمام إلى القلق بخصوص أسئلة على مقياس أكبر.
تحرك علم الكونيات بعد الحرب بسرعة كبيرة لدرجة أن معظم الناس قد عاصروا ثلاثة مراجعات كبيرة عن فهمنا للكون. اتسمت محاولات قياس معدل انخفاض تسارع الكون بإدارك تطور لمعان المجرة بمرور الزمن الكوني، ولكن مشكلة وحدات قياس الوقت حُلت في بداية الستينات. في ذلك الوقت أقنع علم كون الحالة الثابتة الكثيرين بأن هناك ثورة كونية في الطريق، ولكن هذا سقط واستبدله اكتشاف الموجات الراديوية الكونية في 1965. اتجه تركيز الجميع نحو الانفجار الكبير والتخليق الذري في أول عدة دقائق، وبحلول بداية السبعينات قدمت حسابات التخليق الذري كثافة مادية كان من الواضح أنها قليلة للغاية لغلق الكون، مما أدى إلى اعتقاد أكيد بأن الكون مفتوح وسيستمر في التمدد للأبد. لأكثر من عقد استمر علماء الفلك في افتراض أن للكون كثافة حرجة يتوقعها التضخم. في عام 2000، قدمت عمليات الرصد عالية الدقة في تجربة بوميرانغ وغيرها، قدمت الدعم للصورة الأساسية للتضخم، ولكن ليس بدون إظهار الشكوك في كثافة باريون التي تقترحها حسابات الانفجار الكبير. لا تزال نتائج هذه التجارب الأخيرة غير محسومة.

## الاستنتاج
بناء على كل ما سبق، فمن الواضح تماما أن التحركات بين النماذج الكونية تسارعت كثيرا في القرن الماضي. ولكن هذا ليس مفاجئا عند الأخذ في الاعتبار النمو الهائل في علم الفلك كنشاط احترافي. فيما يتعلق بسنوات البشر (وأموالهم) المكرسة لعلم الكونيات، فإنه يتطلب بذل الكثير والكثير من الجهد الآن لتغيير رؤيتنا الحالية عن الكون أكثر من أيام كيبلر وغاليليو. قد يعني هذا أننا نقترب فعلا من الإجابة النهائية.
يرى آخرون بخصوص طبيعة علم الكون حاليا هو أننا قد وصلنا إلى حد مطلق في رصد الكون إذ لن يظهر مستقبلا أي جسم كبير لنرصده لأنه نظريا لا نستطيع رؤية ما هو أبعد من ذلك، إذ لم يمر وقت كافٍ للضوء الآتي من أماكن أبعد من ذلك حتى يصل إلينا بعد. ولكن في الحقيقة يتوقع النظريون بخصوص هياكل أضخم من كوننا المنظور. وعلى الرغم من أن هذه التوقعات تقع في نطاق الميتافيزيقا (ما وراء الطبيعة)، إلا أنه يوجد لها نتائج تجريبية –حتى وإن كانت غير مباشرة- وبالتالي سيكون من المستبعد أن يتوقع تمدد كوننا المنظور في المستقبل القريب.